# Brooksley Born
 Brooksley E. Born (* 27. srpna 1940 San Francisco) je americká právnička.
Už v roce 1998 varovala vládu i kongres, že volné obchodování s finančními deriváty a dalšími nástroji termínovaných obchodů je nebezpečné pro stabilitu hospodářství.

## Život a působení
Vystudovala angličtinu a práva na Stanfordově univerzitě v Palo Alto a roku 1964 promovala jako nejlepší v ročníku. Pracovala jako asistentka u odvolacího soudu ve Washingtonu D.C. a pak v mezinárodní právní kanceláři Arnold a Porter, kde se zabývala obchody s deriváty a pokusy o monopolizaci trhu. Působila v řadě dobrovolných funkcí, od roku 1980 předsedala komisi největší americké právnické organizace (American Bar Association) pro nominace soudců a roku 1993 se o ní hovořilo jako o kandidátce na nejvyšší státní zástupkyni (Attorney General). Spolu s M. Tucker vedla na Americké katolické univerzitě ve Washingtonu (CUA) patrně první kurz o nerovnoprávném postavení žen v americkém právu.

## CFTC
Roku 1994 ji president Bill Clinton jmenoval do komise pro dozor nad termínovými obchody (Commodity Futures Trading Commission, CFTC) a od roku 1996 byla její předsedkyní. V této funkci si začala všímat rizik, spojených s termínovanými obchody, zejména pokud se dělají mimo burzu (OTC) a jejich plnění nikdo nekontroluje. Typickým příkladem je tzv. swap, který nemá standardizované podmínky a může se blížit sázce na změny hodnoty nějaké komodity nebo cenného papíru.
Roku 1998 se hedge fond LTCM s objemem v bilionech dolarů ocitl na pokraji bankrotu, zásah Federální banky jej však zachránil. Born navrhovala, aby se působnost CFTC vztahovala i na tyto dosud neregulované obchody a případ se tak nemohl opakovat. Na nátlak finančních institucí a předsedy Federální banky A. Greenspana však kongres její návrh zamítl, načež Born ze své funkce resignovala. Objem trhu s deriváty pak dále rostl, až 15. září 2008 zkrachovala banka Lehman Brothers a spustila tak světovou finanční krizi. Novináři připomněli, že krizi by se předešlo, kdyby byl Bornové návrh přijat, ona sama to však komentovala až roku 2009, kdy byla vyznamenána cenou J. F. Kennedyho "Profily odvahy" za občanskou statečnost.